# ايرين فيري
ايرين فيري (بالإيطالية: Irene Ferri)‏ هي مقدمة تلفزيونية وممثلة إيطالية، ولدت في 29 مارس 1972 بروما في إيطاليا.

## وصلات خارجية
- ايرين فيري على موقع IMDb (الإنجليزية)
- ايرين فيري على موقع ألو سيني (الفرنسية)
- ايرين فيري على موقع قاعدة بيانات الفيلم (الإنجليزية)
- ايرين فيري على موقع كينوبويسك (الروسية)